# Jakubský mlýn v Olomouci
Jakubský mlýn v Olomouci (také Petrský, Jakobe Müle, Jacobi Müle) byl vodní mlýn na Mlýnském potoku v místě Bezručových sadů. Mlýn v roce 1909 vyhořel a byl zbořen.

## Poloha

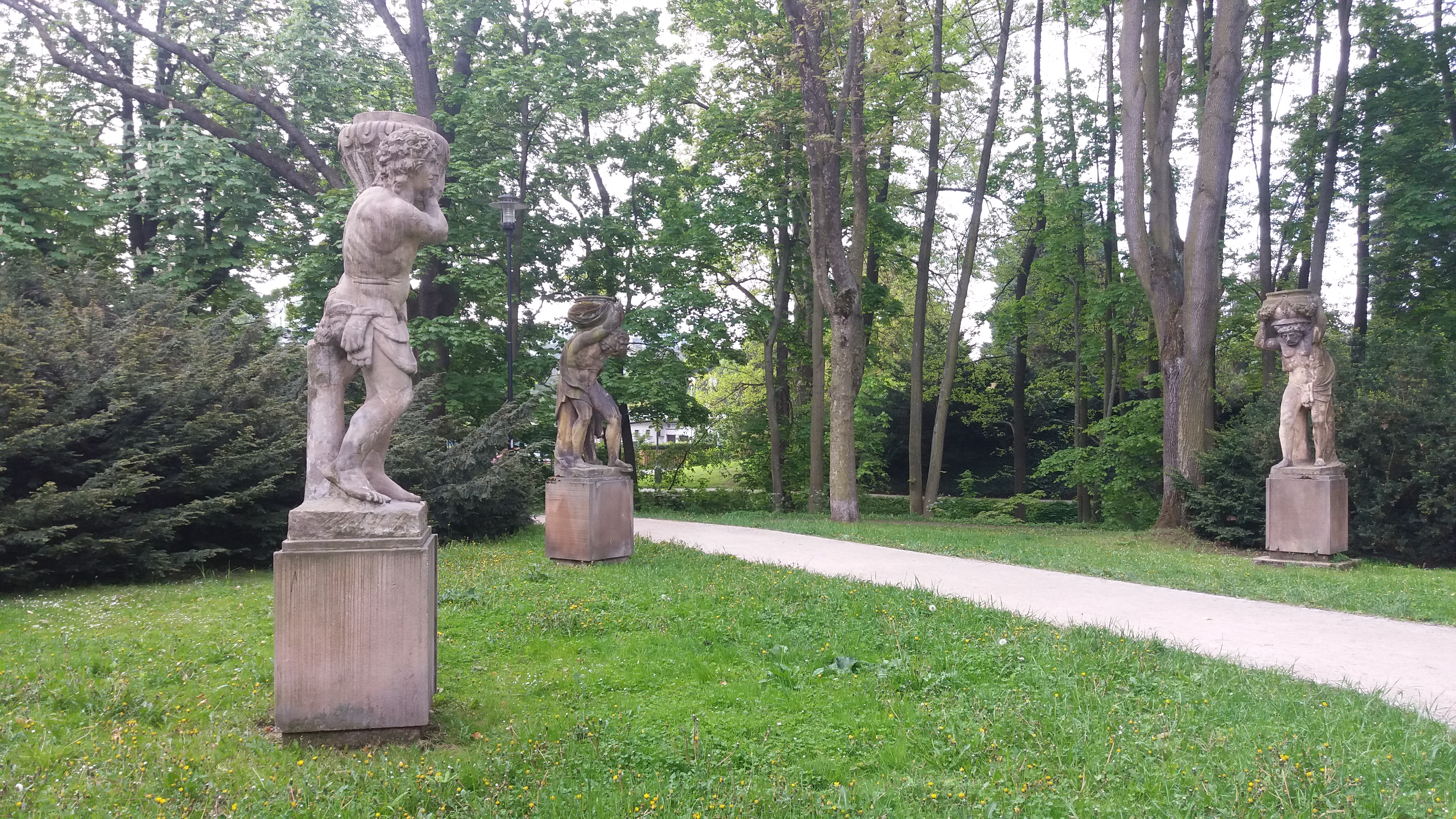
Sochy čtyř Herkulů v místě Jakubského mlýna

Ve středověku u olomouckých jižních hradeb byla předměstská osada Závodí s ulicemi Koželužskou a Jirchářskou a dvěma mlýny – Sladovým (také Václavským) a Jakubským. Jakubský mlýn stál u velkého jezu na Mlýnském potoku pod klášterem svatého Petra (dnešní budova rektorátu a filozofické fakulty Univerzity Palackého v Olomouci).

## Historie
První písemná zmínka o mlýn pochází z roku 1213, kdy byl dán do majetku klášteru sv. Petra olomouckým biskupem Robertem.V roce 1262 byl mlýn klášterem emfyteutickým právem pronajat olomouckému měšťanovi Jindřichovi. V tomto nájmu byl mlýn až do roku 1329, kdy byl prodán zpět klášteru. V první polovině 14. století několikrát změnil majitele. Záznamy z 16. století uvádí některá jména mlynářů a záznamy o sporech mezi mlynáři na Mlýnském potoce, městem a kapitulou. V 17. století je znám přehled mlynářů. Záznam z roku 1748 uvádí mlynáře Františka Micka a jeho roční nájem 324 zlatých z mlýna o třech složeních.
Mimo Jakubský mlýn byla veškerá zástavba Závodí v letech 1742–1757 odstraněna. Mlýn byl zničen během pruského obléhání Olomouce a po něm byl opět obnoven. Posledním majitelem od roku 1909 bylo město Olomouc, které 28. června 1909 mlýn odkoupilo za padesát osm tisíc korun s úmyslem jej zrušit. Než byl zrušen dne  31. října 1909 vyhořel, jeho zdi byly strženy a odvezeny. Na jeho místě stál donedávna statný jilm. Od roku 1965 na jeho místě stojí čtyři barokní sochy Herkulů, které sem byly přemístěny z hejčínského cukrovaru.